# District de Kasa
Pour les articles homonymes, voir Kasa.
Le district de Kasa (加佐郡, Kasa-gun) est un ancien district de la préfecture de Kyoto, au Japon. L'un des comtés originaux de la province de Tango après l'application du système ritsuryō au VIIe siècle, il disparaît le 1er janvier 2006 lors que sa dernière municipalité, le bourg d'Ōe, est intégré dans la ville de Fukuchiyama.

## Toponymie
Le district de Kasa s'appelle à l'origine le comté d'Uke (笠郡, Uke no kōri). « Uke » s'écrivait aussi « 宇氣 » selon le Tango no kuni fudoki (ja) (丹後風土記), un rapport géographique du Tango. Auparavant, le dieu shinto Toyouke Ōmikami (豊宇氣大神) s'était installé sur les terres de Yanoharayama (笑原山). Les locaux, pour lui témoigner sa gratitude, lui rendent hommage en nommant le lieu « Uke ». Le caractère « 笠 » pour « Uke » se prononce aussi « Kasa », et le nom du district a été corrompu en « Kasa », l'écriture changeant pour « 加佐 ». Plus tard, d'autres graphies comme « 神座 », « 訶沙 » et « 伽佐 » ont été en usage.

## Géographie

### Topographie

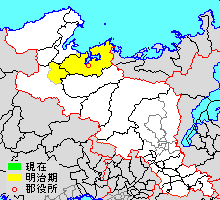
Étendue du district de Kasa sur une carte de la préfecture de Kyoto dans ses tracés du 12 mars 2007.

À l'est, le district est délimité par le mont Aoba (ja) et le mont Mikuni (三国岳). À l'ouest, ce sont les monts Yura (由良ヶ嶽), Uno (宇野ケ岳) et Senjō (ja). Au sud, d'autres montagnes, tels que la chaîne du mont Mikuni et le mont Oni (鬼ヶ城), délimitent sa frontière, tout comme le fleuve Okumo (大雲川). Au nord, le district fait face à la mer du Japon, dans la baie de Maizuru (ja), constituant une partie de la baie de Wakasa.
Le territoire du district de Kasa correspond maintenant à la totalité de la ville de Maizuru, le secteur Ōe de la ville de Fukuchiyama et une petite partie de la ville de Miyazu.

### Districts limitrophes
Historiquement, le district de Kasa est bordé à l'est par le district d'Ōi (大飯郡), dans la province voisine de Wakasa, au sud par les districts d'Ikaruga (ja) (何鹿郡) et d'Amata (天田郡), dans la province voisine de Tamba, à l'ouest par ceux d'Amata et de Yosa (与謝郡) dans la même province de Tango, et au nord par le district de Yosa et la baie de Wakasa, en mer du Japon. Après l'abolition du système han en 1871, les districts d'Ikaruga, d'Amata et de Yosa rejoignent la nouvelle préfecture de Kyoto avec le district de Kasa, tandis que le district d'Ōi est intégré dans la préfecture de Fukui,. Le 1er avril 1937, le district de Kasa devient voisin de la ville de Fukuchiyama (福知山市), détaché du district d'Amata. Le 1er août 1938, le district de Kasa devient voisin des villes de Maizuru (舞鶴市) et de Higashimaizuru (ja) (東舞鶴市), qui s'en sont détachées. Le 1er août 1942, après l'agrandissement de la ville de Higashimaizuru, le district de Kasa ne borde plus le district d'Ōi ni Higashimaizuru,. Le 1er août 1950, la ville d'Ayabe (綾部市) devient voisine du district de Kasa, promue à partir du district d'Ikaruga. Le 1er juin 1954, la ville de Miyazu devient aussi voisine du district de Kasa, après sa promotion à partir du district de Yosa. Le 1er avril 1955, le district de Kasa n'est plus voisin du district d'Amata, après qu'une partie est absorbée par Fukuchiyama. Le 30 septembre 1956, le district d'Ikaruga est dissous après avoir été absorbé par Ayabe. Le 27 mai 1957, le district de Kasa ne borde plus la baie de Wakasa après qu'une partie soit amputée par Maizuru.

## Histoire

### Moyen Âge
La plus ancienne mention du comté de Kasa provient d'une tablette de bois trouvée dans les ruines du palais Fujiwara (ja) à Fujiwara-kyō (actuelle Kashihara dans la préfecture de Nara). La tablette porte l'inscription « Kasa-hyō, province de Tamba, 7e mois de l'année Heishin » (丙申年七月旦波国加佐評). « 旦波 » est une ancienne graphie pour le nom actuel de Tamba (« 丹波 »), tandis que l'année Heishin (丙申年) fait référence à l'an 696. En 701, « Kasa-hyō » (加佐評) devient le comté de Kasa (加佐郡) après la nouvelle loi sur les comtés. Durant la 6e année de l'ère Wadō, en 713, sous l'impulsion de l'impératrice Genmei, le district de Kasa, ainsi que les quatre autres districts du nord de la province de Tamba, rejoignent la nouvelle province de Tango. Durant les époques Heian (794-1185) et époque de Muromachi (1185-1333), la capitale provinciale du Tango est brièvement dans le comté de Kasa.
Selon le dictionnaire Wamyō ruijushō édité en 938, le comté compte dix cantons (郷), ceux de Shiraku (志楽郷), Kurahashi (椋橋郷 ou 高橋郷), Ōuchi (大内郷), Tanabe (田造郷 ou 田辺郷), Amarube (余戸郷), Ōshiama (凡海郷), Shitaka (志託郷), Arichi (有道郷 ou 有路郷), Kōmori (川守郷) et Kanbe (神戸郷).
Dans la liste des sanctuaires shinto (ja) de l'Engishiki de 927, on y recense onze sanctuaires, ceux de Nagu (ja) (奈具神社, selon l'ancienne lecture « Naku no jinja »), Ichifuse (伊知布西神社, selon l'ancienne lecture « Ichifuse no jinja »), Mikage (弥加宜神社 ou 彌伽冝神社, selon l'ancienne lecture « Iyakaki Mikage no jinja »), Hibarar (日原神社, selon l'ancienne lecture « Hihara no jinja »), Shitori (倭文神社, selon l'ancienne lecture « Shitori no jinja »), Takata (高田神社, selon l'ancienne lecture « Takata no jinja »), Ōkawa (ja) (大川神社, selon l'ancienne lecture « Ōkawa no jinja »), Arasu (阿良須神社, selon l'ancienne lecture « Arasu no jinja »), Yahara (笶原神社, selon l'ancienne lecture « Yahara no jinja »), Marata (麻良多神社, selon l'ancienne lecture « Marata no jinja ») et Miyake (三宅神社, selon l'ancienne lecture « Miyake no jinja »),.
Durant le shogunat Ashikaga (1336-1573), le comté est sous contrôle du clan Isshiki, les protecteurs du Tango, qui avait construit un château sur le mont Tatebe (健部山). Le clan Isshiki est plus tard repoussé du secteur et remplacé par le clan Oda, qui nomment Hosokawa Fujitaka comme gouverneur du Tango. Durant le shogunat Tokugawa (1603-1867), la région continue d'être sous le contrôle du clan Hosokawa, qui finit par céder la région au clan Kyōgoku, après que les Hosokawa aient été envoyés dans la province de Buzen. Le comté est par la suite contrôlé par plusieurs clans en même temps.

### Époque moderne
Le « Kyūdaka Kyūryō Torishirabe-chō (ja) » (旧高旧領取調帳), type de registre sur l'état des villages, de la province de Tango, rédigé au début de l'ère Meiji (1868-1912), recense 149 villages et un bourg dans le comté de Kasa :
| Type d'administration                    | Type d'administration                               | Nombre de villages   | Noms des villages |
| ---------------------------------------- | --------------------------------------------------- | -------------------- | --- |
| Tenryō                                   | Magistrature de Kumihama (ja)                       | 3                    | Habi (波美村), Tadewara (蓼原村) et Gujō (公庄村) |
| Han                                      | Domaine de Tango-Tanabe (ja) (丹後田辺藩)           | 1 bourg 134 villages | Kanaya (金屋村), Ueno (上野村), Arita (在田村), Minamiyama (南山村), Tsunezu (常津村), Bitō (尾藤村), Senbara (千原村), Minamiariji (南有路村), Kitaariji (北有路村), Nika (二箇村), Ichiwaradani (市原谷村), Sōgo (三河村), Takatsue (高津江村), Jitō (地頭村), Komata (小俣村), Ōmata (大俣村), Kuwagaikami (桑飼上村), Takigauro (滝ヶ宇呂村), Okadayuri (ja) (岡田由里村), Saihōji (西方寺村), Kōra (河原村), Shimomidani (下見谷村), Shimourushibara (下漆原村), Kamiurushibara (上漆原村), Nagatani (長谷村), Fumuro (富室村), Shidaka (志高村), Kutami (久田美村), Kuwagaishimo (桑飼下村), Kamihigashi (上東村), Mikkaichi (三日市村), Ōkawa (大川村), Hatochi (八戸地村), Hatta (八田村), Maruta (丸田村), Wae (和江村), Ishiura (石浦村), Yura (ja) (由良村), Kanzaki (ja) (神崎村), Yugo (油江村), Kamaya (蒲江村), Mizuma (水間村), Nakayama (中山村), Shimohigashi (下東村), Kamifukui (上福井村), Shimofukui (下福井村), Kita (喜多村), Ōgimi (大君村), Yoshida (吉田村), Aoi (青井村), Shirasugi (白杉村), Kyōda (京田村), Tokura (十倉村), Magura (真倉村), Nanukaichi (七日市村), Kumon (公文名村), Isazu (伊佐津村), Hikitsuchi (引土村), Niyō (女布村), Takanoyuri (高野由里村), Nomuraji (野村寺村), Jōya (城屋村), Tanabe (田辺町), Enmanji (円満寺村), Shirataki (白滝村), Terada (寺田村), Kishidani (岸谷村), Uene (上根村), Bessho (別所村), Nusshiki (布敷村), Ikeuchishimo (池内下村), Hori (堀村), Imada (今田村), Manganji (万願寺村), Sakaidani (境谷村), Kuratani (倉谷村), Fuki (福来村), Tendai (天台村), Kiyomichi (清道村), Ueyasu (上安村), Kamiagu (上安久村), Shimoagu (下安久村), Wada (和田村), Nagahama (長浜村), Amarubekami (余部上村), Amarubeshimo (余部下村), Kitasui (北吸村), Hama (浜村), Mori (森村), Yukinaga (行永村), Tsune (常村), Kinoshita (木ノ下村), Yohoro (ja) (与保呂村), Tamonin (多門院村), Dōnooku (堂奥村), Mizojiri (溝尻村), Ichiba (市場村), Sengenji (泉源寺村), Tanaka (田中村), Yasuoka (安岡村), Ogura (小倉村), Kahara (鹿原村), Kissaka (吉坂村), Matsunoo (松尾村), Sugiyama (杉山村), Sasabe (笹部村), Noborio (登尾村), Okayasu (岡安村), Shiroya (白屋村), Nagauchi (長内村), Shimotani (下谷村), Asekunaka (朝来中村), Ōbakami (大波上村), Ōbashimo (大波下村), Taira (平村), Akano (赤野村), Nakata (中田村), Taneji (多祢寺村), Kawanabenaka (河辺中村), Nishiya (西屋村), Muroji (室牛村), Kawanabeyuri (河辺由里村), Kan'nonji (観音寺村), Kawanabehara (河辺原村), Tochio (栃尾村), Ōyama (大山村), Tai (田井村), Nariu (ja) (成生村), Nohara (野原村), Obase (小橋村), Mihama (三浜村), Sezaki (瀬崎村), Ōniu (大丹生村), Chitose (千歳村), Sabaka (佐波賀村) et Shingū (新宮村) |
| Han                                      | Domaine de Miyazu                                   | 11                   | Busshōji (仏性寺村), Kitahara (北原村), Kehara (ja) (毛原村), Naiku (内宮村), Futamata (二俣村), Amadauchi (天田内村), Hashitani (橋谷村), Seki (関村), Kōmori (ja) (河守村), Owarata (小原田村) et Hitō (日藤村) |
| Tenryō et Han (administration conjointe) | Magistrature de Kumihama et domaine de Tango-Tanabe | 1                    | Natsuma (夏間村) |

Une majorité des villages sont administrés par les domaines du système Han, et le reste est administré directement par le shogunat (administration Tenryō). Le 19e jour du 4e mois de la 4e année de l'ère Keiō (21 mai 1868), les villages dans la magistrature de Kumihama sont déplacés dans la nouvelle division du tribunal (ja) de Fuchū (ja) (府中裁判所). Le 28e jour du 4e mois (18 juin), les villages contrôlés par le tribunal de Fuchū sont dès lors administrés par la nouvelle préfecture de Kumihama (ja) (久美浜県). Le 20e jour du 6e mois de la 2e année de l'ère Meiji (28 juillet 1869), l'administrateur du domaine de Tango-Tanabe le renomme en domaine de Maizuru, changeant en même temps le nom de Tanabe en « Maizuru ». Durant la 4e année de l'ère Meiji, le 14e jour du 7e mois (29 août 1871), le système han est aboli, et les villages administrés par le domaine de Maizuru passent dans les nouvelles préfectures de Maizuru (舞鶴県) et de Miyazu (宮津県). Le 2e jour du 11e mois de la même année (13 décembre 1871), après la première fusion de préfectures, l'entièreté du comté de Kasa, incluant la préfecture de Kumihama et les préfectures créées quelques mois plus tôt, passe dans la nouvelle préfecture de Toyooka (ja) (豊岡県). À la fin de l'année, Shimotani change de nom pour « Yoshino » (吉野村).

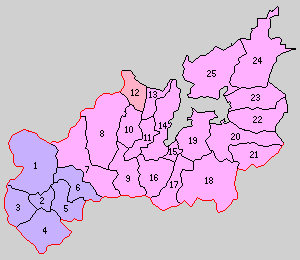
Carte des municipalités du district de Kasa en 1889 (1. Kōmorikami, 2. Kōmorishimo, 3. Kawanishi, 4. Kawahigashi, 5. Arijikami, 6. Arijishimo, 7. Okadakami, 8. Okadanaka, 9. Okadashimo, 10. Maruyae, 11. Shinonome, 12. Yura, 13. Kanzaki, 14. Shisho, 15. Maizuru, 16. Takano, 17. Nakasuji, 18. Ikeuchi, 19. Amauchi, 20. Kurahashi, 21. Yohoro, 22. Shiraku, 23. Aseku, 24. Higashiōura, 25. Nishiōura).

Le 21 août 1876, dû à la deuxième fusion de préfectures, l'entièreté du comté passe dans la préfecture de Kyoto. Le 10 avril 1879, la nouvelle loi municipale (ja) est appliquée dans la préfecture de Kyoto et le comté de Kasa devient le district de Kasa, une division administrative. Le siège du district est le bourg de Maizuru. Le 1er avril 1889, à l'adoption de la loi municipale moderne (ja), le nombre de municipalités est réduit à 24 villages et un bourg par la fusion de la majorité des anciennes (le bourg apparaît en gras) :
| Villages créés              | Villages réunis |
| --------------------------- | --- |
| Kōmorikami (ja) (河守上村)  | Busshōji, Kitahara, Kehara, Naiku, Futamata, Amadauchi et Hashitani                                                                              |
| Kōmorishimo (ja) (河守下村) | Kōmori, Kanaya, Seki, Ueno, et Habi |
| Kawanishi (ja) (河西村)     | Tadewara, Owarata, Hitō et Gujō |
| Kawahigashi (ja) (河東村)   | Minamiyama, Natsuma, Arita, Tsunezu, Bitō et Senbara                                                                                             |
| Arijikami (ja) (有路上村)   | Kitaariji et Minamiariji |
| Arijishimo (ja) (有路下村)  | Sōgo, Takatsue, Nika et Ichiwaradani |
| Okadakami (ja) (岡田上村)   | Kuwagaikami, Kuwagaishimo, Jitō, Ōmata et Takigauro                                                                                              |
| Okadanaka (ja) (岡田中村)   | Saihōji, Fumuro, Kamiurushibara, Shimourushibara, Nagatani, Kōra, Okadayuri et Shimomidani                                                       |
| Okadashimo (ja) (岡田下村)  | Shidaka, Kutami et Ōkawa |
| Maruyae (ja) (丸八江村)     | Maruta, Hatta, Hatochi et Wae |
| Shinonome (ja) (東雲村)     | Mikkaichi, Kamihigashi, Shimohigashi, Nakayama et Mizuma                                                                                         |
| Yura (ja) (由良村)          | Yura (ancien) et Ishiura |
| Kanzaki (ja) (神崎村)       | Kanzaki (ancien), Kamaya et Yugo |
| Shisho (ja) (四所村)        | Shimofukui, Kamifukui, Shingū, Kita, Ōgimi, Yoshida, Aoi et Shirasugi                                                                            |
| Maizuru (舞鶴町)            | Aucun changement |
| Takano (ja) (高野村)        | Niyō, Takanoyuri, Jōya et Nomuraji |
| Nakasuji (ja) (中筋村)      | Kumon, Hikitsuchi, Nanukaichi, Isazu, Sakaidani, Kyōda, Magura, Tokura et Manganji                                                               |
| Ikeuchi (ja) (池内村)       | Ikeuchishimo (ancien), Imada, Hori, Uene, Nusshiki (Nunoshiki), Bessho, Terada, Shirataki et Kishidani (Kishitani)                               |
| Amauchi (ja) (余内村)       | Enmanji, Kamiagu, Shimoagu, Wada, Nagahama, Fuki, Kuratani, Kiyomichi, Tendai, Ueyasu, Amarubekami et Amarubeshimo                               |
| Kurahashi (ja) (倉梯村)     | Kitasui, Hama, Mori, Yukinaga, Tamonin (Tamoin), Dōnooku et Mizojiri (Mizoshiri)                                                                 |
| Yohoro (ja) (与保呂村)      | Yohoro (ancien), Kinoshita et Tsune |
| Shiraku (ja) (志楽村)       | Ichiba, Sengenji, Tanaka, Yasuoka, Ogura, Kahara (Kawara), Kissaka et Matsunoo                                                                   |
| Aseku (ja) (朝来村)         | Sugiyama, Sasabe, Noborio, Okayasu, Shiroya, Nagauchi, Yoshino, Asekunaka, Ōbakami et Ōbashimo                                                   |
| Higashiōura (ja) (東大浦村) | Kawanabenaka (Kawabenaka), Nishiya, Muroji, Kawanabeyuri (Kawabeyuri), Kawanabehara (Kawabehara), Kan'nonji, Tochio, Ōyama, Tai, Nariu et Nohara |
| Nishiōura (ja) (西大浦村)   | Nakata (Nakada), Taira, Akano, Taneji, Sabaka, Chitose, Ōniu, Sezaki, Mihama et Obase                                                            |

Le 10 décembre 1890, Kōmorishimo est promu au rang de bourg, et prend alors le nom de Kōmori (ja) (河守町),. Le 1er juillet 1899, lorsque la loi sur les districts (ja) (郡制) est adoptée dans la préfecture, des assemblées de district ont maintenant lieu dans le district de Kasa. Le 1er juin 1902, une partie du village d'Amauchi, comprenant les anciens villages d'Amarubekami, Amarubeshimo, Wada et Nagahama, se sépare et devient le bourg d'Amarube (ja) (余部町),. Le 1er juillet 1906, une partie du village de Kurahashi, comprenant les anciens villages de Kitasui, Hama, Mizoshiri, Mori et Yukinaga, ainsi qu'une partie du village de Shiraku, comprenant l'ancien village d'Ichiba  et une partie de l'ancien village de Sengenji, se séparent pour créer le bourg de Shinmaizuru (ja) (新舞鶴町),. Le 1er novembre 1919, Amarube change de nom pour « Nakamaizuru » (中舞鶴町),. Le 31 mars 1923, les assemblées de district sont abolies, suivi du siège de district le 30 juin 1926, et le district de Kasa ne devient plus qu'une division géographique. Le 1er octobre 1928, Maruyae et Shinonome fusionnent pour créer le village de Yakumo (ja) (八雲村),. Le 1er août 1936, Maizuru absorbe les villages de Shisho, Takano, Nakasuji, Ikeuchi et Amauchi,. Le 1er août 1938, Maizuru est promu au rang de ville et quitte le périmètre du district, tandis que Shinmaizuru, Nakamaizuru, Kurahashi, Yohoro et Shiraku fusionnent pour créer la ville de Higashimaizuru (ja) (東舞鶴市),. Le 1er août 1942, Higashimaizuru absorbe les villages d'Aseku, Higashiōura et Nishiōura, portant le nombre restant de municipalités à douze,.
Durant les grandes fusions de l'ère Shōwa, le nombre de municipalités passe de douze à une seule. Le 1er avril 1951, Kōmori absorbe les villages de Kōmorikami, Kawanishi, Kawahigashi, Arijikami et Arijishimo et change de nom pour devenir le bourg d'Ōe (大江町),. Le 20 avril 1955, les villages d'Okadakami, Okadanaka, Okadashimo, Yakumo et Kanzaki fusionnent pour créer le bourg de Kasa (ja) (加佐町),. Le 20 septembre 1956, Yura est absorbé par la ville de Miyazu, de même que Kasa est absorbé par Maizuru le 27 mai 1957,.
Le 1er janvier 2006, durant les grandes fusions de l'ère Heisei (1989-2019), la dernière municipalité du district, le bourg d'Ōe, est intégrée dans Fukuchiyama, entraînant la dissolution du district de Kasa,.